# Lewis Pullman

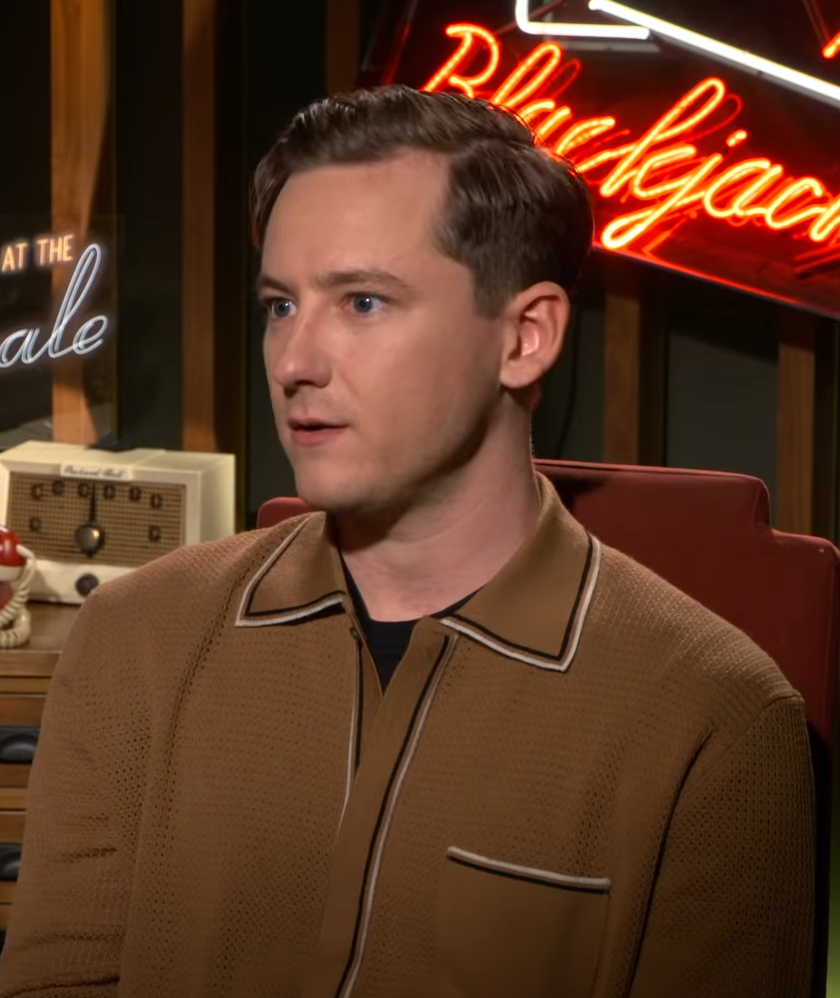
Lewis Pullman (2018)

Lewis James Pullman (* 29. Januar 1993 in Los Angeles, Kalifornien) ist ein US-amerikanischer Schauspieler.

## Leben
Lewis Pullman wurde als Sohn des Schauspielers Bill Pullman und der Tänzerin Tamara Hurwitz Pullman geboren. Die beiden heirateten 1987 und wurden Eltern zweier Söhne und einer Tochter.
Pullman wirkte ab 2013 in Kurzfilmen mit. 2017 gab er in The Ballad of Lefty Brown von Jared Moshe mit einer kleinen Rolle an der Seite seines Vaters Bill Pullman sein Debüt in einem abendfüllenden Spielfilm. In Vendetta – Alles was ihm blieb war Rache ist er als junger Samuel, in der Willy-Vlautin-Verfilmung Lean on Pete als Dallas und in Battle of the Sexes – Gegen jede Regel als Steve Carells Filmsohn Larry Riggs zu sehen.
2018 spielte er in Bad Times at the El Royale an der Seite von Jeff Bridges und Cynthia Erivo die Rolle des Miles Miller. Für seine Darstellung wurde er für einen Saturn Award 2019 in der Kategorie Bester Nebendarsteller nominiert. Außerdem war er im Slasher-Film The Strangers: Opfernacht neben Christina Hendricks, Martin Henderson und Bailee Madison als Luke zu sehen. Im August 2018 wurde bekannt, dass er in Top Gun: Maverick, der Fortsetzung von Top Gun – Sie fürchten weder Tod noch Teufel, eine Rolle übernehmen soll.
In der Romanverfilmung von Catch-22 mit George Clooney und Hugh Laurie war er 2019 als Major Major Major Major zu sehen. Für den Thriller Them That Follow wurde er als Teil des Ensembles beim Newport Beach Film Festival 2019 in der Kategorie Outstanding Achievement in Filmmaking ausgezeichnet. 2021 erhielt er die Hauptrolle als Ben Mears in Salem’s Lot – Brennen muss Salem, einer Romanverfilmung von Stephen Kings Brennen muss Salem von Drehbuchautor und Produzent Gary Dauberman. Im Liebesdrama Press Play And Love Again (2022) von Regisseur Greg Björkman spielte er an der Seite von Clara Rugaard die männliche Hauptrolle. Neben Brie Larson wurde er als Calvin für die Apple-TV+-Serie Eine Frage der Chemie, basierend auf dem gleichnamigen Roman der Wissenschaftsjournalistin Bonnie Garmus, verpflichtet.
Im 2025 veröffentlichten Spielfilm Thunderbolts*, angesiedelt im Marvel Cinematic Universe, übernahm Pullman für den ursprünglich vorgesehenen Steven Yeun den Part als Robert „Bob“ Reynolds / Sentry / Void, was ihm mehrheitlich Lob von Kritikern einbrachte.

## Filmografie (Auswahl)
- 2013: The Tutor (Kurzfilm)
- 2015: Highston (Fernsehserie)
- 2015: The Peter Cassidy Project (Kurzfilm)
- 2016: Where You Are (Kurzfilm)
- 2016: The Realest Real (Kurzfilm)
- 2017: The Ballad of Lefty Brown
- 2017: Vendetta – Alles was ihm blieb war Rache (Aftermath)
- 2017: Lean on Pete
- 2017: Battle of the Sexes – Gegen jede Regel (Battle of the Sexes)
- 2018: The Strangers: Opfernacht (The Strangers: Prey at Night)
- 2018: Bad Times at the El Royale
- 2019: Them That Follow
- 2019: Catch-22 (Fernsehserie, 4 Folgen)
- 2019: Lefty/Righty (Kurzfilm)
- 2020: Pink Skies Ahead
- 2022: Top Gun: Maverick
- 2022: Press Play And Love Again (Press Play)
- 2022–2024: Outer Range (Fernsehserie, 14 Folgen)
- 2023: The Starling Girl
- 2023: The Line
- 2023: Die Caine-Meuterei vor Gericht (The Caine Mutiny Court-Martial)
- 2023: Eine Frage der Chemie (Lessons in Chemistry, Fernsehserie)
- 2023: Water Rises
- 2024: Salem’s Lot – Brennen muss Salem (Salem’s Lot)
- 2024: Riff Raff – Verbrechen ist Familiensache (Riff Raff)
- 2025: Thunderbolts*

## Auszeichnungen und Nominierungen
Saturn-Award-Verleihung 2019
- Nominierung in der Kategorie Bester Nebendarsteller für Bad Times at the El Royale[3]

Newport Beach Film Festival 2019
- Auszeichnung in der Kategorie Outstanding Achievement in Filmmaking für Them That Follow[6][7]

Critics’ Choice Television Awards 2024
- Nominierung in der Kategorie Bester Nebendarsteller in einem Fernsehfilm oder einer Miniserie für Eine Frage der Chemie

Independent Spirit Awards 2024
- Nominierung in der Kategorie Beste Nebenrolle in einer neuen Serie für Eine Frage der Chemie

Primetime-Emmy-Verleihung 2024
- Nominierung in der Kategorie Bester Nebendarsteller – Miniserie oder Fernsehfilm für Eine Frage der Chemie[14]

Critics’ Choice Super Awards 2025
- Nominierung in der Kategorie Bester Bösewicht in einem Film für Thunderbolts*